# Setiawargi
Setiawargi is een bestuurslaag in het regentschap Kota Tasikmalaya van de provincie West-Java, Indonesië. Setiawargi telt 9985 inwoners (volkstelling 2010).